# شیربها (فیلم)
شیربها فیلمی به کارگردانی روبرت اکهارت و نویسندگی فریدون گله محصول سال ۱۳۵۱ است.

## بازیگران
- پوری بنایی
- منوچهر طایفه
- غلامرضا سرکوب
- بهمن مفید
- ایران دفتری
- محمدتقی کهنمویی
- ایران قادری
- مهری ودادیان
- چنگیز
- کامران باختر
- شهاب مقدم
- محمد گیلانی